# АЭС Уотерфорд
АЭС Уотерфорд (англ. Waterford Nuclear Generating Station) — действующая атомная электростанция на юге США.  
Станция расположена на берегу реки Миссисипи в приходе Сент-Чарльз штата Луизиана.
Строительство АЭС Уотерфорд началось в 1974 году, а завершилось в 1985 году, когда был запущен первый и единственный энергоблок станции. Причина долгого строительства станции – соответствие новым требованиям безопасности после аварии на АЭС Три Майл Айленд в США. Реактор станции Уотерфорд относится к типу реакторов с водой под давлением, проектант реактора компания Combustion Engineering. Мощность его составляет 1218 МВт.
На станции также расположены две ТЭЦ. Они считаются Уотерфорд-1 и Уотерфорд–2. АЭС Уотерфорд в свою очередь идет под третьим номером и часто фигурирует в названиях как Уотерфорд-3.

## Инциденты
28 августа 2005 года АЭС Уотерфорд была остановлена по причине приближающегося к территории станции урагана Катрина. 29 августа были повреждены, идущие к АЭС, линии электропередач и станция осталась без внешнего источника питания. До 2 сентября работу АЭС Уотерфорд поддерживали дизель-генераторы. 13 сентября реактор снова был запущен.
В феврале 2011 года выяснилось, что планируемую замену парогенераторов, на которую уже было потрачено полмиллиарда долларов, не удастся завершить в положенные сроки из-за брака в работе возникшего у испанского завода-изготовителя.
17 октября 2012 года АЭС Уотерфорд останавливали из-за выявившейся проблемы с генератором. Снова реактор станции был запущен лишь спустя несколько месяцев в январе 2013 года.

## Информация об энергоблоках
| Энергоблок  | Тип реакторов    | Мощность | Мощность | Начало строительства | Физпуск    | Подключение к сети | Ввод в эксплуатацию | Закрытие |
| Энергоблок  | Тип реакторов    | Чистый   | Брутто   | Начало строительства | Физпуск    | Подключение к сети | Ввод в эксплуатацию | Закрытие |
| ----------- | ---------------- | -------- | -------- | -------------------- | ---------- | ------------------ | ------------------- | -------- |
| Уотерфорд-3 | PWR, CE (2-loop) | 1168 МВт | 1250 МВт | 14.11.1974           | 04.03.1985 | 18.03.1985         | 24.09.1985          | —        |